# Vallée-Jonction
| Vallée-Jonction               |                         |
|                               |                         |
| Coordenadas: 46°22' N 70°55'W |                         |
| Província                     | Quebec                  |
| Região administrativa         | Chaudière-Appalaches    |
| Incorporado em                | 22 de março de 1898     |
| Prefeito                      | Yvan Leblond            |
|                               |                         |
| Área                          |                         |
| - Cidade                      | 24,41 km², 9,8 mi²      |
| Fuso horário                  | UTC -5                  |
| População (2006)              |                         |
| - Cidade                      | 1.881                   |
| - Densidade                   | 77 hab/km², 192 hab/mi² |

Vallée-Jonction é um município canadense do conselho municipal regional de La Nouvelle-Beauce, Quebec, localizado na região administrativa de Chaudière-Appalaches. Em sua área de pouco mais de 24 km², habitam cerca de mil e oitocentas pessoas.
O pequeno município no centro de Beauce atraíu a atenção da mídia nacional, no Inverno de 2007 quando a empresa Olymel anunciou o encerramento da sua fábrica de 1 100 trabalhadores, na sequência da recusa destes em aceitar cortes salariais. Além disso, ainda em 2007, uma violenta explosão na siderurgia Rémi Latulippe feriu 5, mas não causou mortes. O edifício teve perda total, no entanto, a fábrica foi reconstruída e o serviço retomado no Verão de 2008.
O município possui um parque industrial, onde muitas empresas se estabeleceram nas última década. detre elas: A.B. Métal, Métal B.G.L., les Pyasagement de la Vallée et le géant de la maison, Pro-Fab. A empresa de transporte L.F.L. também é uma importante companhia do município.
A escola L'Enfant-Jésus oferece o ensino primário, quando os aluno chegam ao seundário são encaminhados à Escola Veilleux, em Saint-Joseph-de-Beauce.